# 氯酸亚汞
氯酸亚汞是一种无机化合物，化学式为Hg2(ClO3)2。

## 制备
氯酸亚汞可以由酸化的硝酸亚汞和氯酸或氯酸钠反应得到。或者由氧化汞和氯酸在单质汞的存在下反应得到。

## 化学性质
氯酸亚汞在250℃分解：
Hg2(ClO3)2 → HgO + HgCl2 + 2.5 O2↑
它在热水中可以迅速水解，得到碱式盐。